# Alpín II. (Dalriada)
Alpín II. (Schottisch-Gälisch: Alpin mac Echdach) († um 841 in Dumfries and Galloway, Schottland) war König von Dalriada von 839 bis 841(?). Er war der Sohn von Achaius und Urgusia, und Vater von Kenneth I. und Donald I.
Sein Großvater Aed Find war der Nachfolger von Alpin I.
Als sein Sohn Kenneth I. den Thron von Dalriada 841 bestieg, war Alpin sicher tot. Es gibt eine Quelle, die Alpins Tod mit 834 angibt. Zu dieser Zeit kämpfte er gegen die Briten in Galloway.